# Behandlingsplads
Behandlingsplads, tidligere kaldet venteplads, er et behandlingssted der oprettes af redningsberedskabet når der sker en ulykke med mange tilskadekomne. Pladsen bemandes med en koordinerende læge (KOOL / ISL SUNDHED), der skaber kontakten til akutmedicinsk koordination og koordinerer indsatsen med skadestue og ambulancetjeneste. Derudover er der normalt to behandlende læger, tre sygeplejersker, syv Behandlerpladsassistenter, samt en Behandlerpladsleder der som oftest er holdlederuddannet. Behandlerpladsassistent og -leder er typisk frivillige med en specialistuddannelse fra redningsberedskabet eller værnepligtige fra Beredskabsstyrelsen. Ambulancelederen er også at finde på behandlerpladsen, idet han typisk vil være i gang inden KOOL overtager. Brandfolk uddannet som nødbehandlere vil endvidere kunne findes på nogle behandlerpladser.
På behandlerpladsen udføres triage, der er behandlings- og transportprioritering, nødbehandling og livreddende førstehjælp. De tilskadekomne prioriteres i tre grupper med prioiteringsmærker i forskellige farver: rød/straks, gul/snarest og grøn/kan vente i forhold til de pådragne skader og behandlingskapaciteten i sygehusberedskabet. Endvidere findes der en fjerde kategori beregnet til døde: hvid/død.
Fra 28. juni 2016 overgår opgavevaretagelsen med behandling af personer uden for sygehus, herunder behandlingspladsområdet, til sundhedsområdet jf. Bekendtgørelse om planlægning af sundhedsberedskabet. Det er således regionrådenes ansvar, at der er planlagt for området. Uddannelse inden for området fastsættes typisk af det præhospitale virksomhed i regionen. Såfremt den fortsat ønskes gennemført i regi af redningsberedskabet, vil det skulle ske som led i et samarbejde mellem Regionen og det enkelte kommunale redningsberedskab.